# Shwayze
Shwayze, pseudonimo di Aaron Smith (Malibù, 29 maggio 1986), è un rapper statunitense.

## Carriera
Ha ottenuto una grossa popolarità internazionale con il primo singolo pubblicato Buzzin, realizzato con la collaborazione di Cisco Adler, frontman del gruppo Whitestarr. Il brano ha conquistato buoni piazzamenti in Europa e nella Billboard Hot 100, dove è arrivato alla quarantaseiesima posizione.
Il secondo singolo Corona and Lime è invece ha raggiunto la ventiseiesima posizione. e la terza sull'iTunes Store.
Il primo album Shwayze, in cui Adler collabora in ogni canzone è stato pubblicato il 19 agosto 2008.
Shwayze ed Adler sono i protagonisti anche di un reality show, trasmesso da MTV intitolato Buzzin, che ha debuttato il 23 luglio 2008.

## Discografia

### Album
- Shwayze (2008)
- Let It Beat (2009)

### Singoli

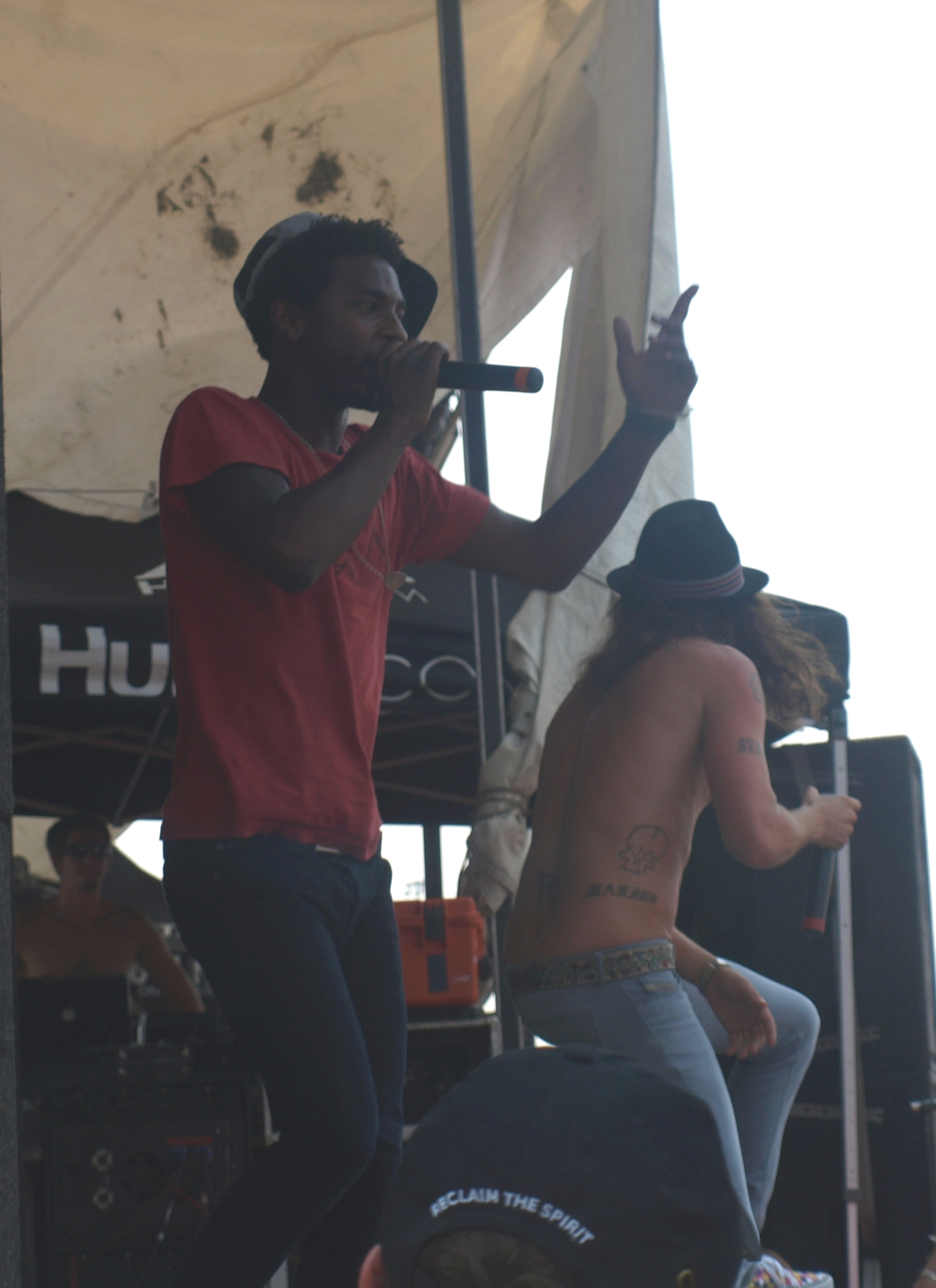
Shwayze mit Don Cisco in Englishtown, New Jersey 2008

- Buzzin' (2008)
- Corona and Lime (2008)
- Get U Home (2009)